# Stazione di Sarmato
La stazione di Sarmato è una fermata ferroviaria posta lungo la linea Alessandria-Piacenza. Serve il centro abitato di Sarmato.

## Storia
Originariamente stazione, venne trasformata in fermata il 5 agosto 2004.

## Strutture ed impianti

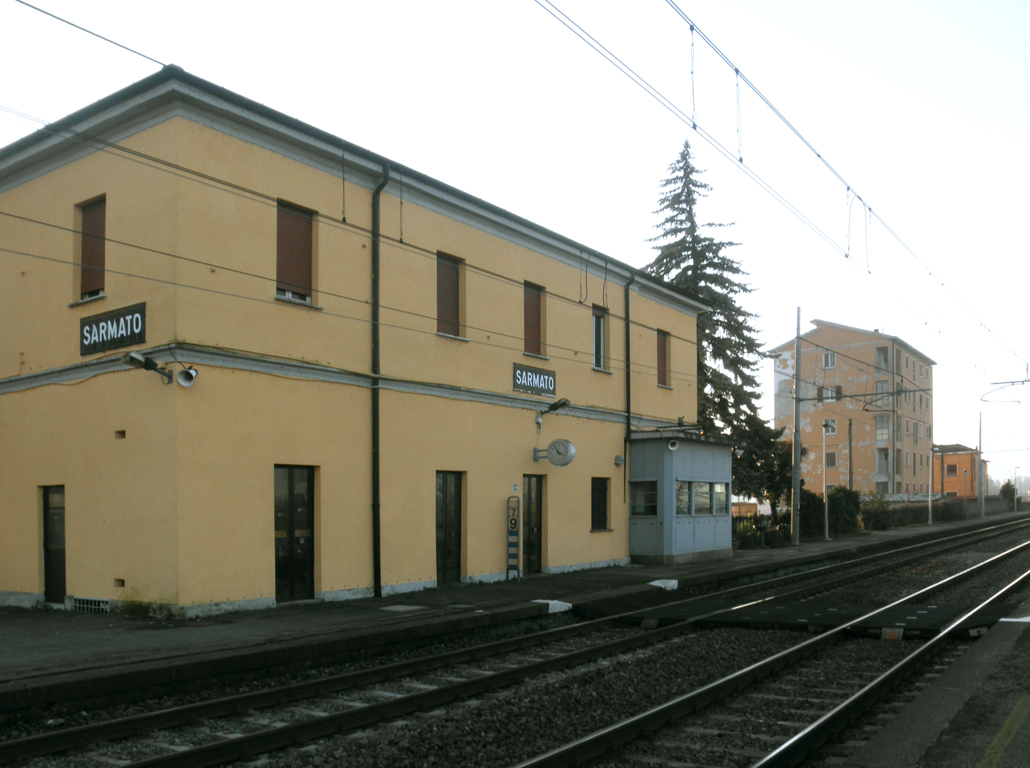
Il piazzale binari

La stazione è fornita di un fabbricato viaggiatori a due piani, risalente all'epoca dell'apertura della linea, ma in seguito pesantemente rimaneggiato.
Sono presenti due binari per il servizio passeggeri, serviti da altrettanti marciapiedi laterali collegati da una passerella a raso.

## Servizi
La stazione è classificata da RFI nella categoria bronze.